# Chiesa di San Salvatore Vecchio
La chiesa di San Salvatore Vecchio,  conosciuta anche con il nome di chiesa di Salvatore al Frignano, è un ex luogo di culto cattolico, oggi ortodosso russo, che sorge nel centro storico di Verona, a pochi passi dalla chiesa di Sant'Eufemia; fa parte della diocesi di Verona.

## Storia

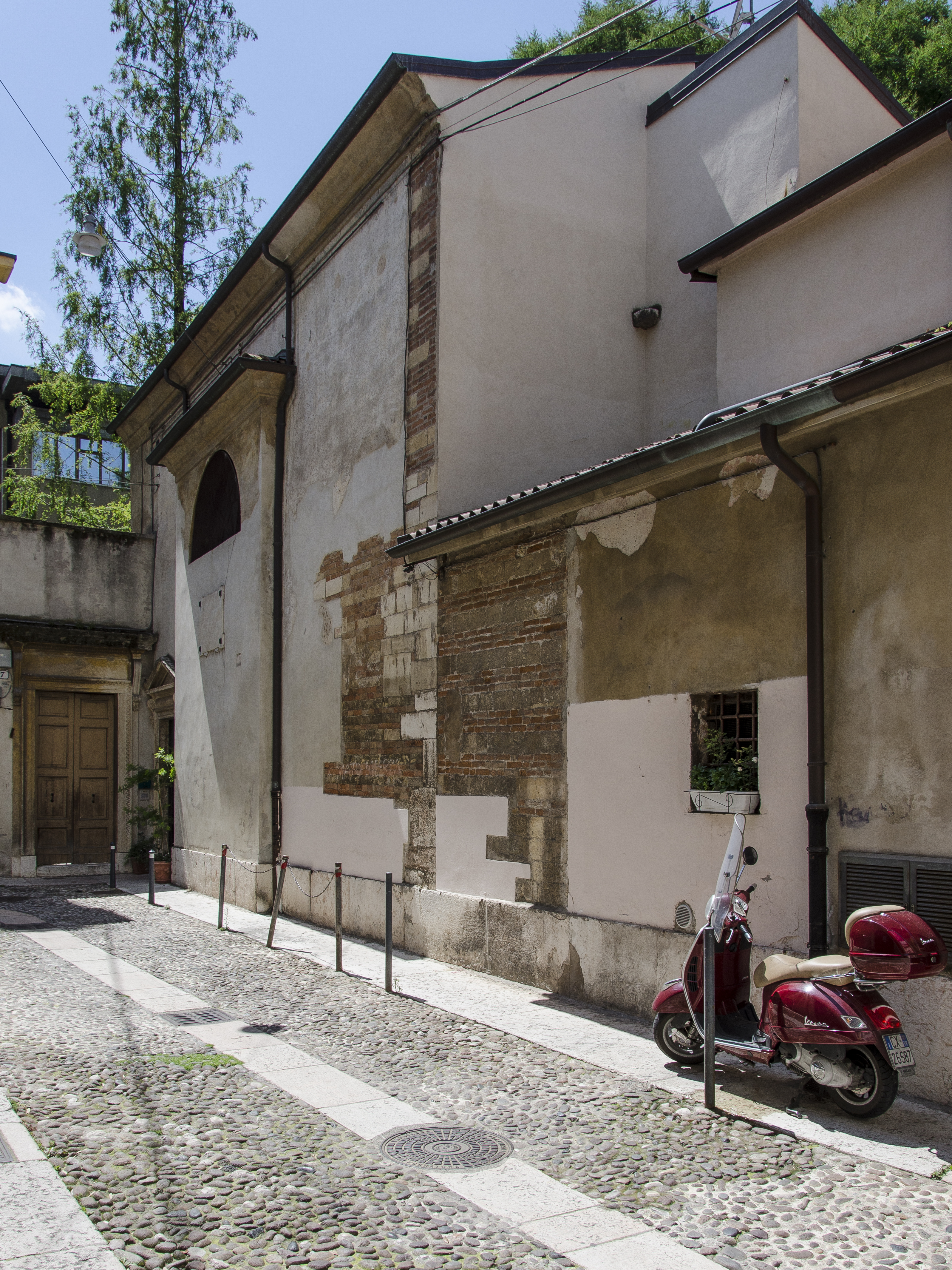
La chiesetta vista da ovest

La chiesa è conosciuta con il nome di San Salvatore Vecchio per distinguerla da quella più recente di San Salvatore in Corte Regia, fatta edificare dal re Berengario nel 913; si tratta quindi di una chiesa di antiche origini, altomedievali. Essa venne però ricostruita in forme gotiche nel corso del XIV secolo, mentre gli interni furono rinnovati in stile barocco tra il XVIII e il XIX secolo.
Originariamente era una collegiata, come si evince da un documento del 1159 ritrovato negli archivi del monastero dei Santi Nazaro e Celso, mentre figura come sede di una parrocchia nell'elenco redatto nel 1336 dal notaio Pegoraro de Guidotti; la parrocchiale venne tuttavia soppressa su decreto napoleonico nel 1806, quando la chiesa divenne una sussidiaria della vicina chiesa di Sant'Eufemia. Attualmente è invece officiata dalla Chiesa ortodossa russa.

## Descrizione
La chiesetta è dotata di una facciata a capanna che non è però visibile dalla strada pubblica, in quanto affaccia su un cortile interno; l'accesso allo spazio plebano avviene pertanto attraverso un portale timpanato situato sul fianco laterale. Il fianco, caratterizzato dal modesto volume emergente della cappella interna con finestra semicircolare in alto, è coronato da una semplice cornice sottogronda.
La pianta della chiesa è ad aula a navata unica rettangolare con due nicchie lungo i fianchi e con presbiterio rialzato di un gradino rispetto al resto dello spazio e protetto mediante una balaustra; l'aula è coperta da una volta a padiglione con lunette laterali, ove è affrescata la Caduta della manna di Giorgio Anselmi, mentre il presbiterio è coperto da una volta a botte. Lungo le pareti vi è un ciclo di nove dipinti murali raffiguranti alcuni episodi della vita di San Luigi Gonzaga, realizzati nell'Ottocento.